# 新竹縣竹東社區大學
新竹縣竹東社區大學(簡稱竹東社大)，是一所坐落於臺灣新竹縣竹東鎮的社區大學，創立於民國96年，原為玄奘大學承辦，自民國102年5月迄今由大華科技大學(現敏實科技大學)承辦，校本部設於新竹縣立自強國民中學，服務範圍為新竹縣竹東鎮、芎林鄉、橫山鄉、北埔鄉、峨眉鄉。每年3月開設春季班，9月開設秋季班，因課程多元相當受到社區民眾歡迎。

## 外部連結
- 新竹縣竹東社區大學的Facebook專頁
- 新竹縣竹東社區大學官方網站 （页面存档备份，存于）
- 新竹縣竹東社區大學課務系統 （页面存档备份，存于）